# Danny Rosseel
Daniël (Danny) Rosseel (Antwerpen, 16 augustus 1947) is een Belgisch balletdanser en choreograaf.
Hij kreeg opleiding van Jaak Van Luyth, Marie-Louise Wilderijkx, Loubof (Parijs) en Raznikov. Hij sloot zich aan bij balletten in de Duitstalige landen. In 1970 kwam het terug naar België om zich in Antwerpen aan te sluiten bij het Koninklijk Ballet van Vlaanderen. In 1976 werd hij er half-solist en in 1978 solist. In 1981 begon hij met het choreograferen en kreeg in 1985 kreeg de aanstelling choreograaf en balletmeester en verzorgde als zodanig balletten van/bij musicals Jesus Christ Superstar, Evita en Fiddler on the Roof. Balletten waren Distant memory, Solid ground, Spent passions, Different moves, Moving views (op muziek van Arvo Pärt, Thomas Oboe Lee en Kaija Saariaho), Silent night (1997/1998 op muziek van Alfred Schnittke en Pärt). Forgotten journey was gebaseerd op muziek van Gavin Bryars. The dream was een ballet bij een optreden bij synthesizerbespeler François Glorieux. Een aantal van zijn choreografieën was te zien op televisie.
In 1996 werd hij voor zijn werk onderscheiden met de Czech Crsytal (televisiefestival in Praag). Vanaf 2005 is het freelance choreograaf en danscoach.